# 瑪麗亞區

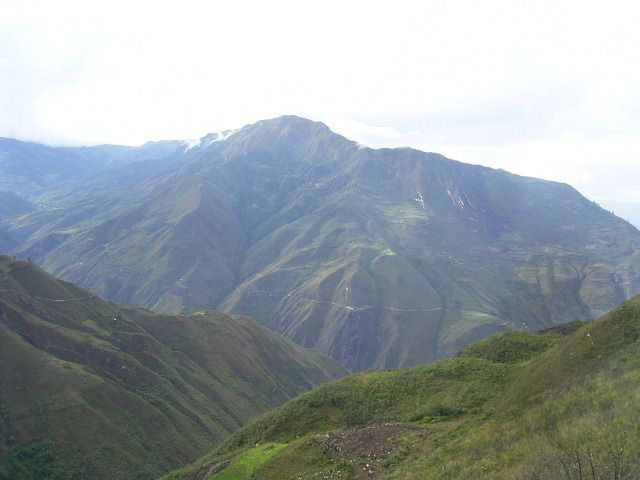

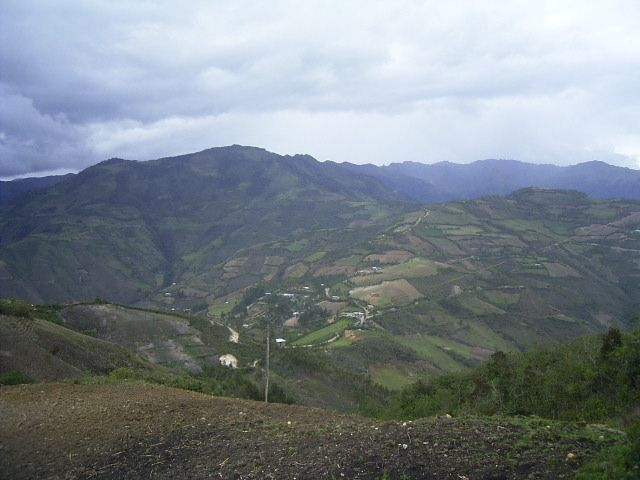

6°27′06″S 77°58′24″W / 6.45167°S 77.97333°W
瑪麗亞區（西班牙語：Distrito de María），是秘魯的一個區，位於該國北部亞馬遜大區的盧亞省，始建於1962年1月27日，面積80.3平方公里，海拔高度3,225米，2005年人口945，人口密度每平方公里12人。